# Who Wants to Beat Up a Millionaire?
Who Wants to Beat Up a Millionaire es un videojuego parodia de ¿Quién quiere ser millonario?. Fue creado por Hypnotix y lanzado en el año 2000 por Simon & Schuster Interactive para Microsoft Windows y Sega Dreamcast.
Mientras que las versiones para Microsoft Windows se caracterizan principalmente por la animación 2D y los menús, la versión para Dreamcast utiliza principalmente modelos 3D para el jugador, así como entornos 3D y los millonarios a los que el jugador derrota en 3D, en lugar de la animación 2D de la versión para PC.

## Jugabilidad
El objetivo del juego es responder correctamente a preguntas de opción múltiple usando un timbre. Después, el jugador asalta al personaje de otro jugador. El objetivo es atacar a otro jugador lo suficiente como para que caiga de la escalera del juego, una parodia de la escalera de preguntas del programa real. El último jugador gana.

### Salvavidas
Al igual que su versión más seria (y no violenta) de la vida real, "¿Quién Quiere Golpear a un Millonario?" ofrece a los concursantes "salvavidas" (también conocidos en el juego como "salvavidas") para ayudarlos si se quedan atascados. Las tres salvavidas son:
- Otro o el otro: Elimina dos respuestas incorrectas, similar a la línea de salvamento 50/50 del programa de concursos real. *Pasar la pelota y acobardarse: Pasar la pregunta a otro concursante o cambiarla por una nueva, similar al salvavidas "Cambiar la pregunta" del programa original.

- Galleta de la fortuna: Da una pista al jugador.

## Personajes
- Egregious Philin, presentador y parodia de Regis Philbin
- Sheik Abdul Chickpea, magnate petrolero de Oriente Medio
- Daisey Mae LePlume, parodia de Anna Nicole Smith
- Rich Littleweasel III, un niño común y corriente con un fondo fiduciario
- Melvin Dotcom, parodia de Bill Gates
- Ronald Hump, parodia de Donald Trump

## Recepción
The game received unfavorable reviews to overwhelming dislike on both platforms.